# 維利布夫西克
49°46′42″N 35°30′9″E / 49.77833°N 35.50250°E
維利希夫斯凱（烏克蘭語：Вільхівське）是位於烏克蘭東部的村莊，由哈爾科夫州博霍杜希夫區的瓦爾基市鎮負責管轄。該村始建於1907年，面積2.54平方公里，海拔高度177米，2001年人口37，人口密度每平方公里14.6人。